# なかしべつ冬まつり
なかしべつ冬まつり（なかしべつふゆまつり）は、北海道中標津町にて毎年2月第2土曜日と日曜日に開催される祭りである。
主催：なかしべつ祭り実行委員会・中標津観光協会

## 歴史・概要
- 初開催は1975年。当時、自衛隊別海駐屯地より札幌雪祭り会場で大雪像制作に関わった方〃にきて頂き、雪像作りを指導していただいたことがある。2010年で35回目の開催となる。
- まつり初日に花火大会が開催される（午後7時頃）
- なかしべつ夏祭り同様会場は提灯で飾られる。（冬は真っ白な雪だるま提灯）なお、提灯は1個2,500円で販売され個人名や企業名などの名入れをし、提灯が壊れるまで毎年会場内に飾られる。
- 「スーパードッジボールイン中標津」という、ボールを2個使用した独自ルールでドッジボール大会が開催される。

### ファミリー雪像製作
- 町民から製作グループを募集し雪像製作を行いできばえを競う、なかしべつ冬まつりの定番イベント
  - 中雪像（3.0m×3.0m×3.0m）約16基
  - 小雪像（1.5m×1.5m×1.5m）約16基